# متروی ساپورو
متروی ساپورو (انگلیسی: Sapporo Municipal Subway) سیستم قطار شهری زیرزمینی در شهر ساپورو، ژاپن است.
این مترو که در سال ۱۹۷۱ تأسیس شده، دارای ۳ خط، ۴۹ ایستگاه و ۴۸ کیلومتر طول می‌باشد.

## نگارخانه

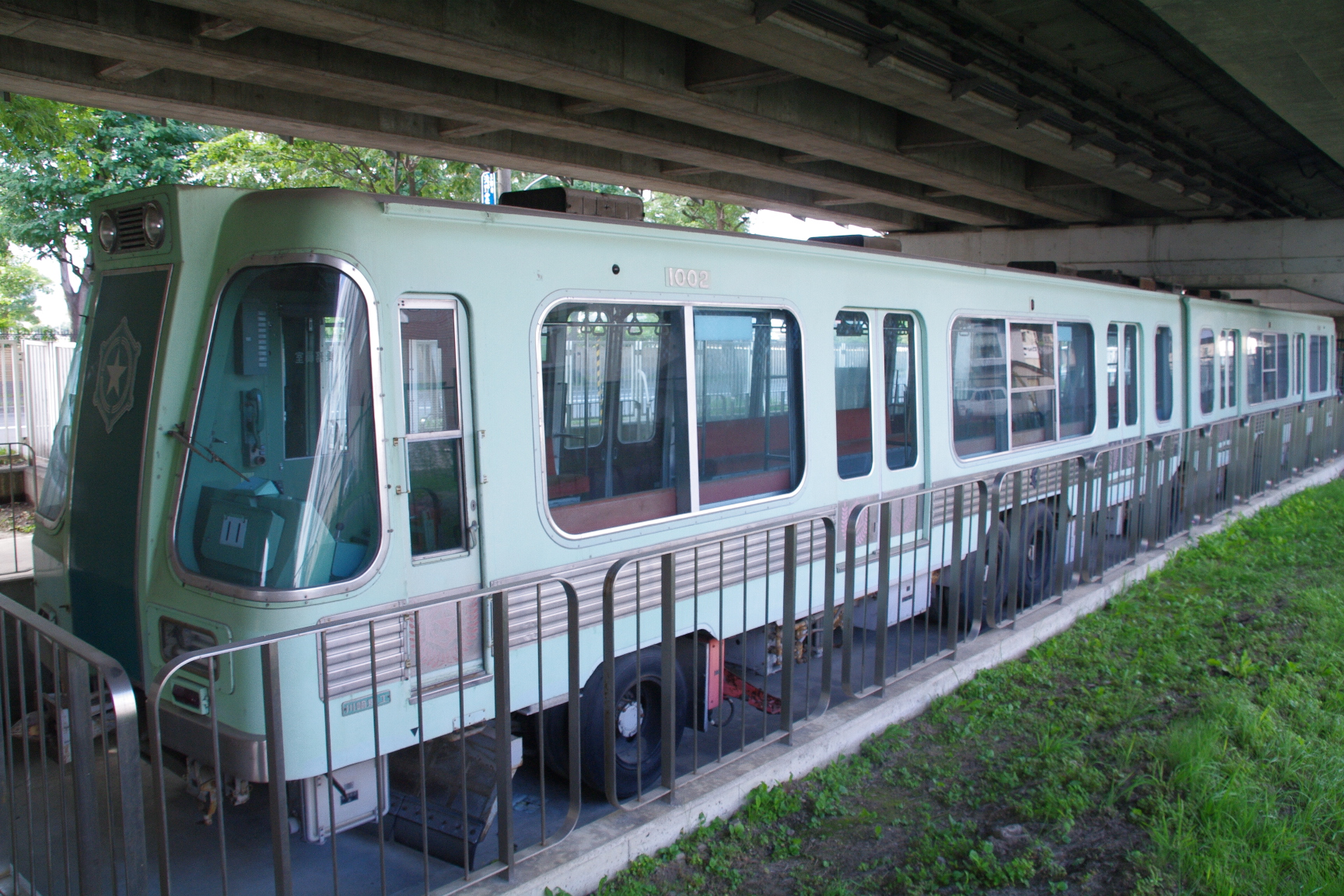
1000 series (preserved)
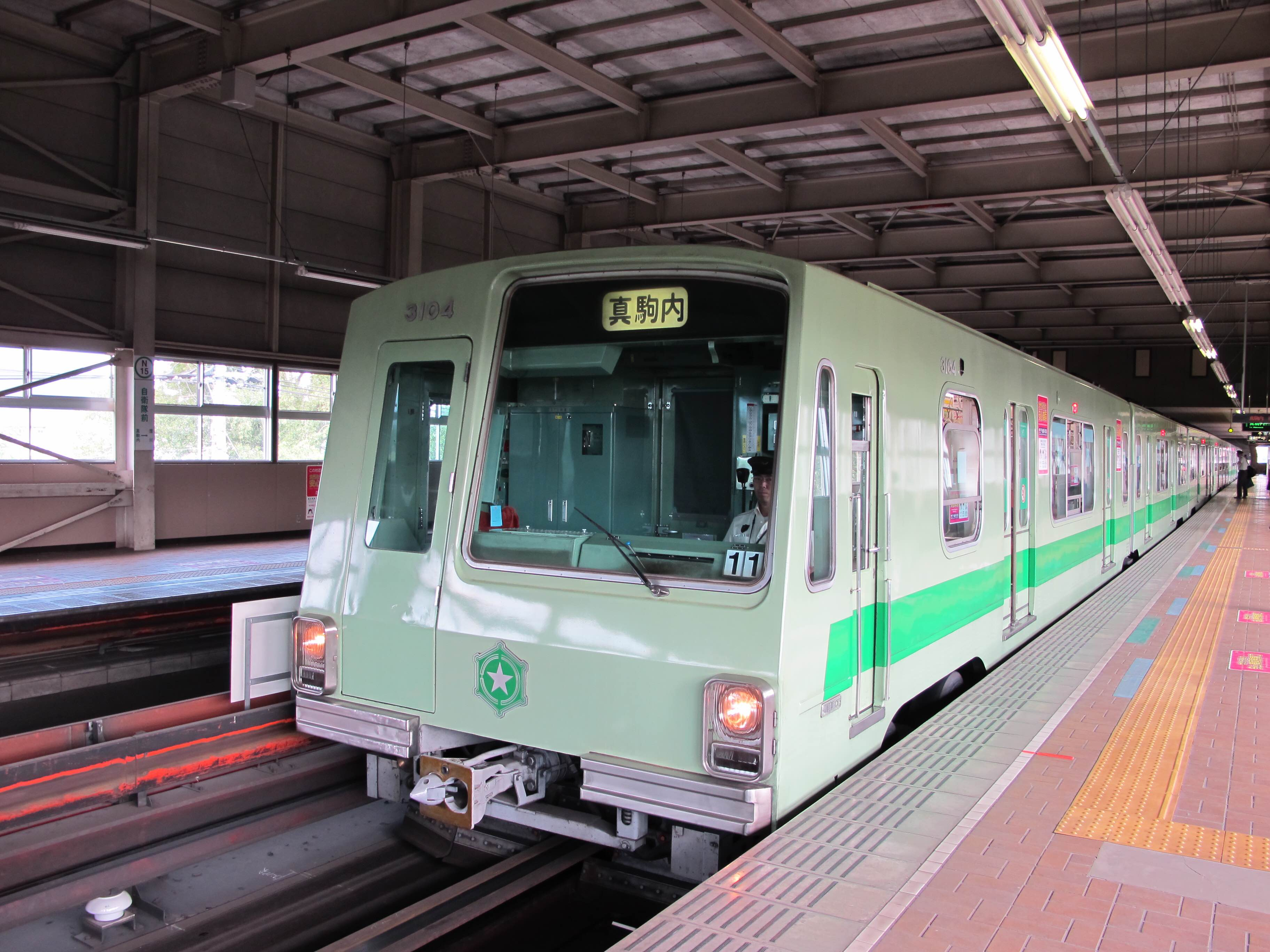
3000 series
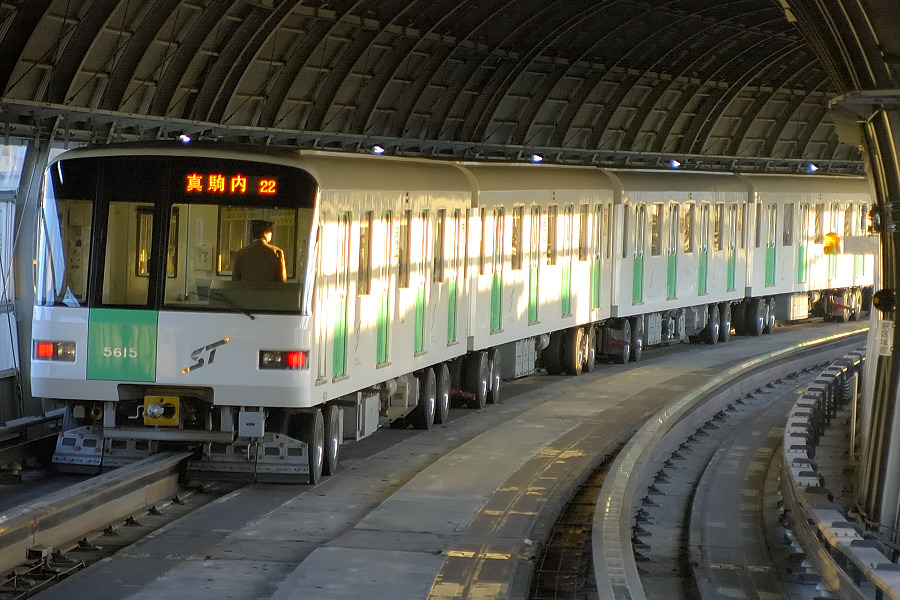
5000 series
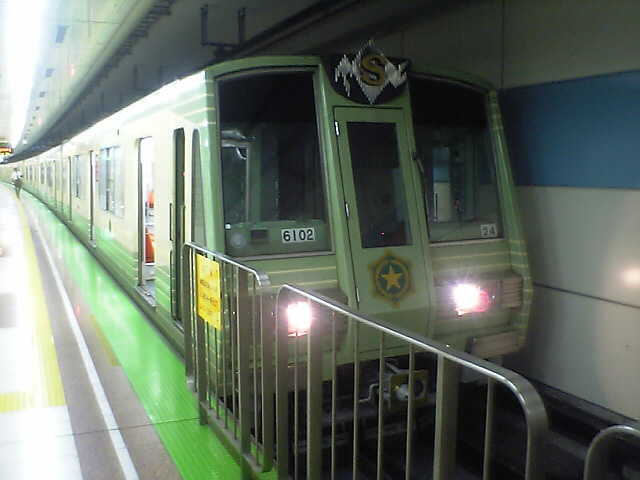
6000 series
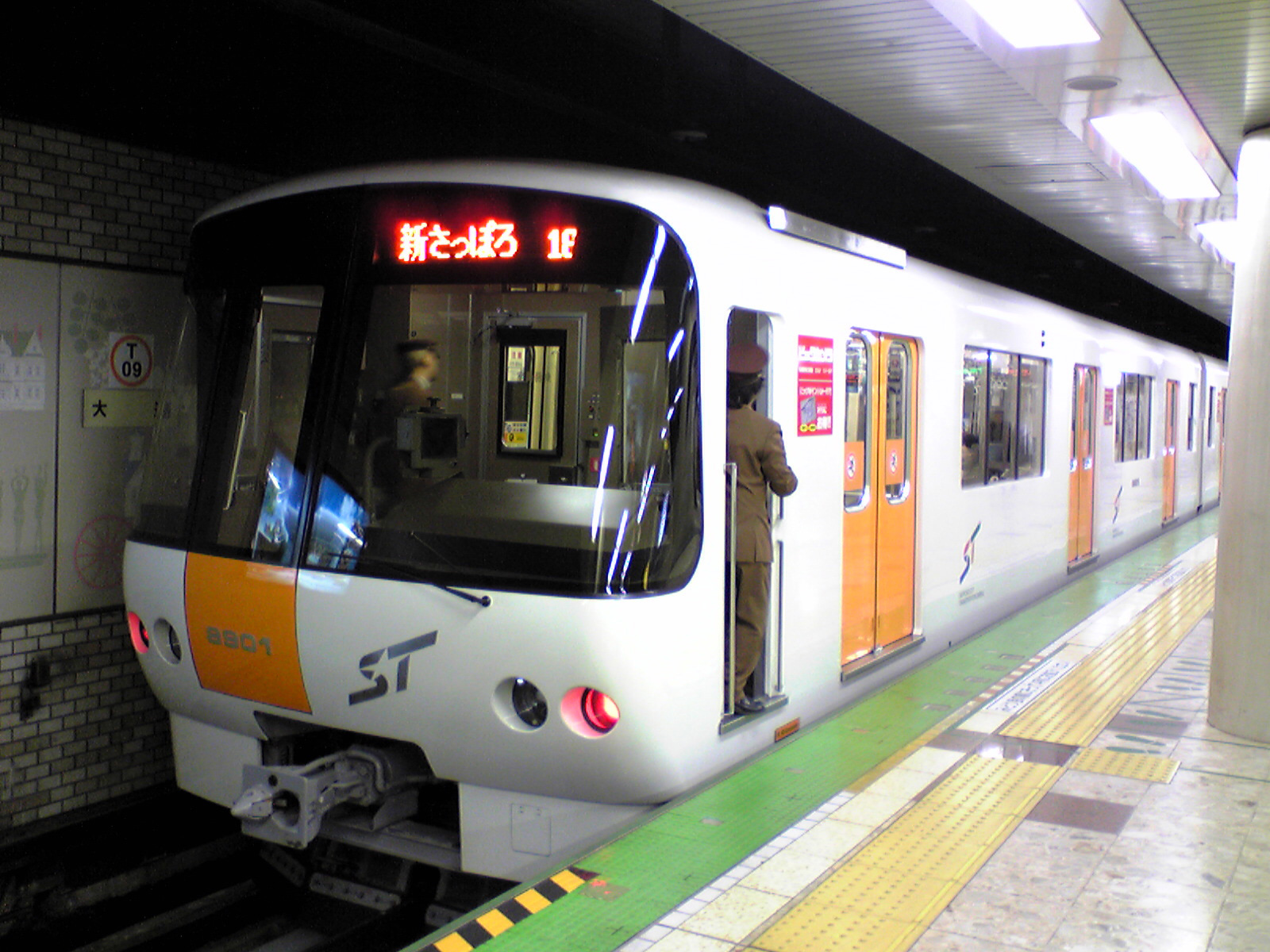
8000 series
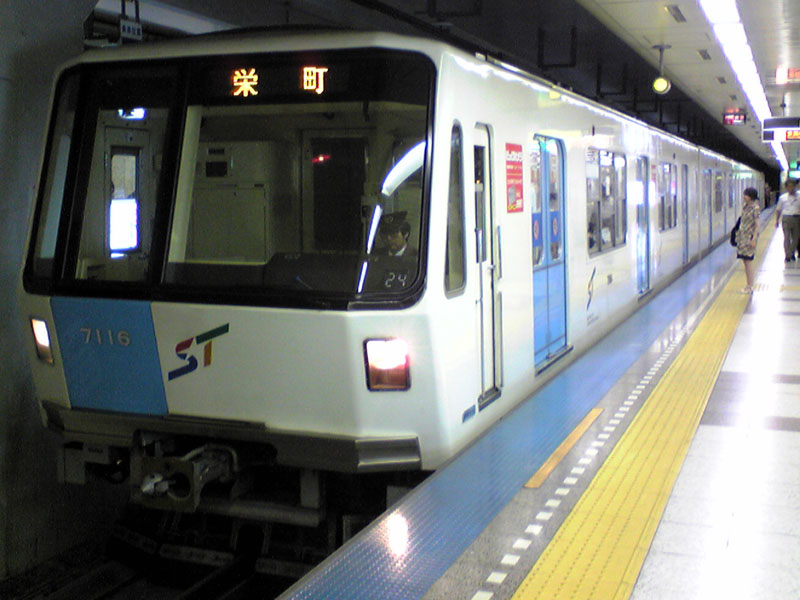
7000 series